# Богородское (Ивановский район)
Богородское — село в Ивановском районе Ивановской области России, центр Богородского сельского поселения.
Примыкает к северо-восточной окраине города Иваново.

## История
До конца XVI века Богородское Суздальского уезда было государевым. Царь Борис Годунов отдал его в кормление М. И. Пушкину. Пушкин Михаил Ильич, дворовый сын боярский,
владел Богородским с окрестностями в 1579—1600 годах. Царь Василий Шуйский в начале XVII в. наградил сельцом помещиков братьев Крюковых. Дворянский род Крюковых известен с XV в. Именно при Крюковых Богородское, которым они владели в 1600—1620 гг., и стало сельцом — они поставили там первую усадьбу.
После Смутного времени в 1620 г. царь Михаил Фёдорович село Богородское в Талицком стане Суздальского уезда пожаловал Герасиму Порошину в вотчину. Дворянский род Порошиных известен с XVI в. «Село Богородицкое в Талицком стане с четырьмя дворами (двумя — крестьянскими, одним — владельческим и одним — церковным) и церковью Успения Богородицы» упомянуто в первой трети XVII в. как «светская вотчина Герасима Богданова Порошина».
После смерти Герасима Богдановича в 1647 г. село перешло к его сыну Якову Порошину: велено было ему службу служить и мать, вдову Марью, «до её живота кормить». Через десять лет скончался Яков Герасимович, оставив жену с двумя дочерями. Одна из них Ирина (Орина) Яковлевна в 1671 г. вышла замуж за Григория Евтифиева Сытина, местного дворянина, получив в приданое часть Богородского. Их сын, полковник Яков Григорьевич Сытин, шуйский воевода в 1708 г., унаследовал село в 1720 г. Он имел единственную наследницу, дочь Анну. 23 января 1744 г., вскоре после смерти отца, Анна Яковлевна вышла замуж за будущего генерала Петра Никитича Кречетникова, получив в приданое село Богородское.

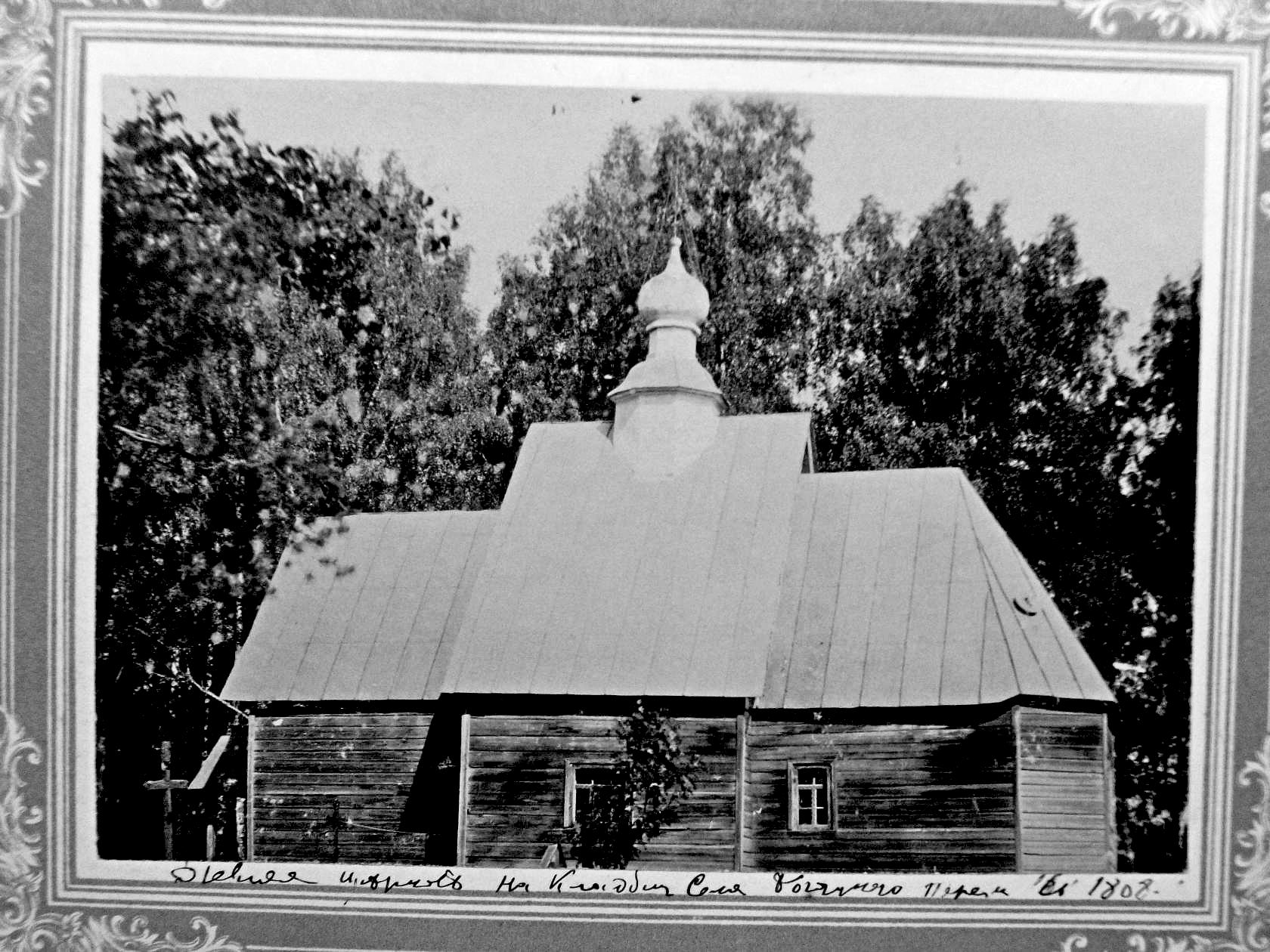
Деревянная кладбищенская церковь в с. Богородское

В селе расположены усадебный дом Петра Никитича Кречетникова и при нём действующая церковь Успения Божией Матери, построенная в стиле раннего классицизма в 1796 году по заказу владельца усадьбы, генерал-майора П. Н. Кречетникова. Церковь была закрыта в 1938 году, усыпальница Кречетниковых разорена; в послевоенные годы была разрушена колокольня, внутри церкви было отстроено несколько этажей. С 1993 года в трапезной части храма были возобновлены богослужения.

## Население
| 1859 | 1905 | 2002  | 2010  |
| ---- | ---- | ----- | ----- |
| 86   | ↗107 | ↗3104 | ↘2969 |

## Инфраструктура
В селе есть детский сад, школа, дом культуры, дом престарелых, ивановское муниципальное кладбище.